# Anthocotye americanus
Anthocotye americanus är en plattmaskart. Anthocotye americanus ingår i släktet Anthocotye och familjen Discocotylidae. Inga underarter finns listade i Catalogue of Life.